# Rio Galu
O Rio Galu é um rio da Romênia, afluente do Bistriţa, localizado no distrito de Neamţ.